# Rote Flora
Rote Flora és un antic teatre situat al barri de Schanzenviertel a la ciutat d'Hamburg. Va ser okupat el novembre de 1989.

## Història de l'edifici

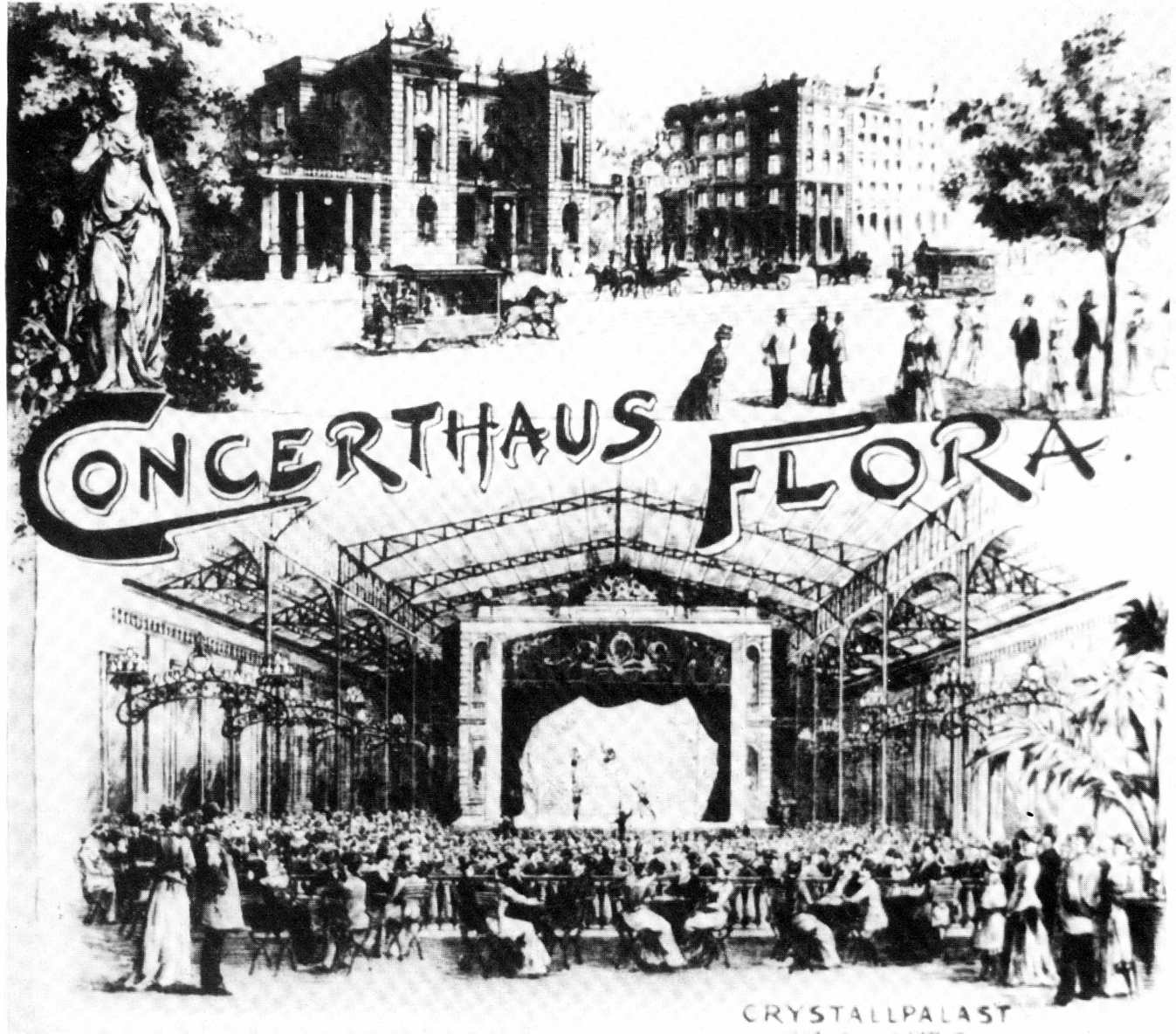
Cartell de l'any 1900

El teatre es va construir el 1888 amb el nom de Tivoli-Theater. Després es va reanomenar Concerthaus Flora, conegut com a Flora-Theater, fent-se en aquell temps al seu escenari operetes i altres representacions teatrals. Va ser un dels pocs teatres que no va patir danys durant la Segona Guerra Mundial. Les representacions van continuar fins al 1943 quan el teatre es va tancar i s'utilitzà com a magatzem. Després d'una reforma es va tornar a obrir el 1949. Des de 1953 fins al 1964, l'edifici s'utilitzà com a cinema amb un aforament de 800 persones. Més tard, els grans magatzems 1000 Töpfe es van instal·lar a l'edifici fins a l'any 1987.

## Història del projecte polític

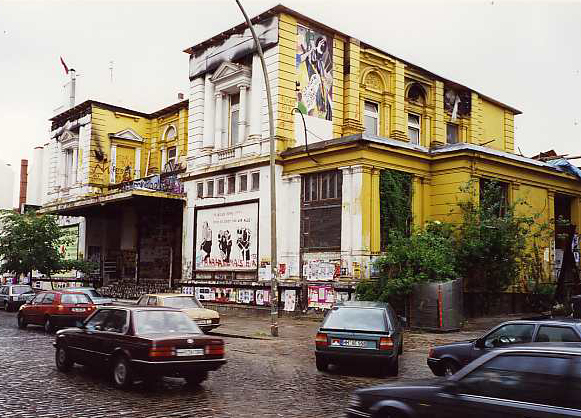
Rote Flora el 1996

### Okupació i projecte de l'ajuntament
Després del tancament dels grans magatzems, el productor musical Friedrich Kurz va planificar la reconversió de l'edifici en un teatre musical. Aix no obstant, residents de la zona, venedors i grups autònoms van respondre negativament a la proposta i ràpidament les protestes es van fer més grans. Així i tot, part de l'històric edifici va ser enderrocat l'abril de 1988. Les protestes van continuar amb incidents violents protagonitzats per grups insurgents. La necessitat de protecció policial i la resposta negativa dels mitjans va fer recular els inversors, restant els plans aturats.
Fins al següent estiu, les ruïnes i el pati de l'edifici van continuar abandonats, encara que alguns grups protagonistes de les primeres protestes, van encetar una ambiciosa renovació mirant de tornar a utilitzar l'edifici. L'agost de 1989, l'ajuntament de la ciutat va oferir a aquests grups la cessió per sis mesos de l'edifici. El Rote Flora va tornar a obrir el 23 de setembre de 1989, quan es va fer oficial la cessió. Amb tot, just després la cessió es va declarar obsoleta i el Rote Flora va ser okupat l'1 de novembre de 1989. Des de llavors, el Rote Flora ofereix un espai per a esdeveniments culturals i polítics de tota índole. El projecte es finança amb donacions i col·lectes de diners independents.

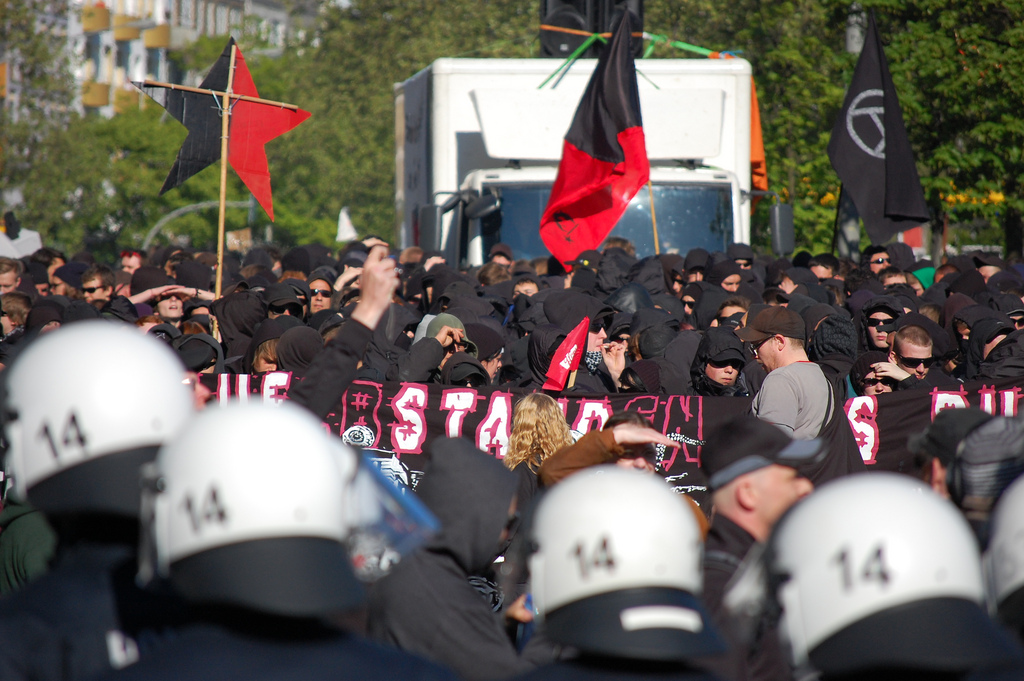
Grups anarquistes al Rote Flora el 2011

Entre 1990 i 1991, el projecte va convertir el solar desert en un parc. El govern municipal, però, tenia plans per construir-hi apartaments, desencadenant el conflicte per mitjà d'una ordre policial per expulsar els okupes.
L'agost de 1992, el senador de Desenvolupament Urbà va demanar als responsables del Rote Flora que signessin una ordre de cessió dels terrenys per un període de sis setmanes. Si no, la policia tornaria a expulsar els okupes. Les negociacions entre el govern i els representants del Rote Flora van durar mesos, romanent l'okupació de l'edifici.
Un incendi el novembre de 1995 destruí gran part de l'edifici, havent de ser reconstruït i reformat. El Rote Flora va continuar essent un espai de reunió de la cultura i els grups polítics d'esquerres.

### Venda i privatització
La tardor de 2000, el Senat d'Hamburg va tornar altra vegada a encetar les negociacions per a una nova cessió. Després d'11 anys d'okupació, el Rote Flora va tornar a ser un afer polític d'actualitat en les eleccions de l'any 2001. Després de controvertides discussions, els okupes van refusar tota mena de negociació amb el Senat. En resposta, el Senat va vendre l'edifici el març de 2001 a l'empresari Klausmartin Kretschmer. En les següents setmanes, Kretschmer va manifestar que no hi hauria canvis en la seva gestió: el Rote Flora continuaria essent autònom.

### Aniversari i nova venda

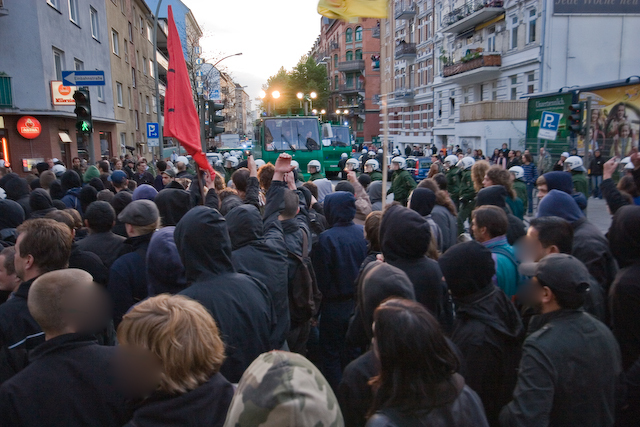
Manifestacions el 2007 contra el G8

El Rote Flora va celebrar el 15è aniversari de la seva okupació el novembre de 2004. Quan les protestes contra el G8 a Alemanya de l'any 2007, va ser el punt de trobada dels activistes organitzant congressos polítics i esdeveniments culturals.
El març de l'any 2011, el contracte original entre el propietari i la ciutat va acabar. En el contracte estaven fixades les condicions en què Kretschmer podia vendre l'edifici i que aquest havia de ser un centre social. Des de llavors, s'obria la possibilitat de vendre'l pel preu i condicions que ell volgués. Si Kretschmer venia el Rote Flora tornaria el perill de desallotjament. Els activistes del Rote Flora van crear la campanya Flora bleibt unverträglich amb activitats contra el possible desallotjament.

### Manifestacions i disturbis de 2013

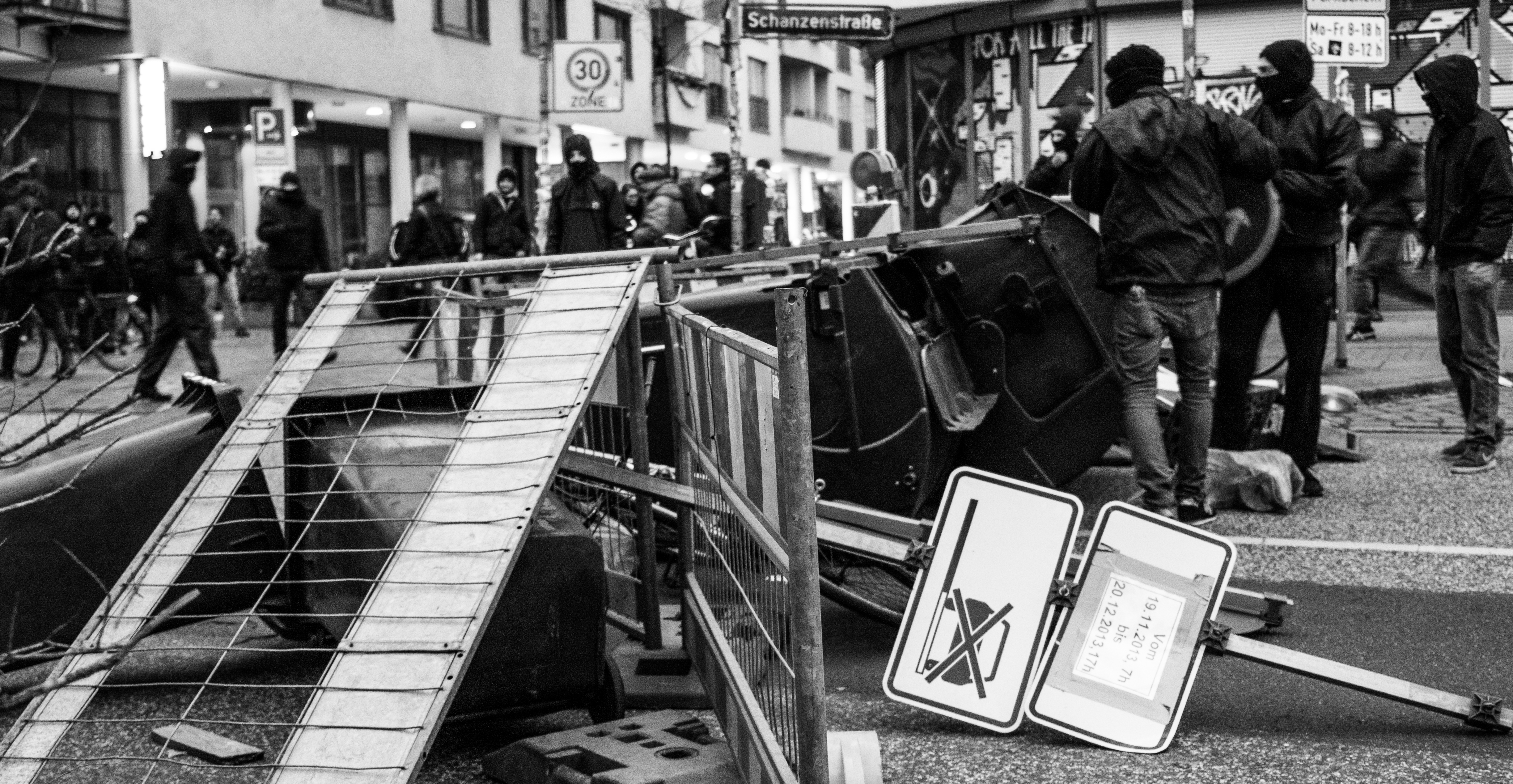
Manifestacions de 2013 al Rote Flora

L'agost de 2013 Kretschmer cedí, segons l'Hamburger Abendblatt, l'edifici a Gert Baer, de l'empresa Baer und Baer Consulting. L'octubre de 2013 es coneixia que existien plans per a la construcció d'un centre cultural i sala de concerts de sis pisos d'alçada al Rote Flora. Activistes d'esquerres van manifestar el seu rebuig a un eventual canvi de l'espai. De fet, existeix des de 2011 una moratòria en el desenvolupament urbanístic de la zona: l'edifici del Roten Flora no es pot enderrocar i s'identifica expressament com Àrea d'interès general i centre cultural municipal. L'assemblea de districte d'Altona va confirmar el mes d'octubre que l'edifici no es podria derrocar ni modificar i que s'utilitzaria com a centre cultural del districte. Kretschmer va demanar, però, que es pogués aplicar un ús privat de l'edifici ja que tenia l'oferta d'una empresa americana de roba.
El 2013, Kretschmer va amenaçar amb vetar l'actuació del grup de hip-hop Fettes Brot, programada pel 3 de novembre de 2013. Kretschmer va reclamar que el grup hauria d'abonar una «quota d'ús» de 5.000 euros per usar les instal·lacions, fet al qual el grup es va negar. El dia 2 de novembre de 2013 Kretschmer va posar una denúncia per un delicte de «violació de la propietat». El concert del dia 3 de novembre de 2013, que es va poder seguir també amb una pantalla gegant instal·lada en la façana de l'edifici, va tenir una assistència de 2.000 persones. Poc després va demanar als okupes, que havien estat al seu edifici durant 24 anys, més de nou milions d'euros d'indemnització.

## Cultura
El Rote Flora organitza regularment mercats, festes i esdeveniments culturals, a més de servir com punt de trobada dels moviments socials i polítics d'esquerres. En els seus esdeveniments es tracten temes polítics com el fet migratori, l'extrema dreta o la privatització dels espais públics. El Rote Flora està finançat principalment per donacions i moviments socials. No s'hi fan concerts de música comercial, no obstant el Rote Flora ofereix un ample ventall de gèneres de música alternativa com: punk, reggae, ska, dub, drum and bass i goa.
La façana de l'edifici es fa servir com espai per a missatges polítics. El Rote Flora també organitza exposicions d'art, treballant amb artistes de tot el món i oferint un entorn únic per la creació artística.